# نينا فلاك
نينا فلاك (بالسويدية: Nina Flack)‏ هي لاعبة البولنغ ‏ سويدية، ولدت في 16 نوفمبر 1985.